# Bressaucourt
Bressaucourt es una localidad y antigua comuna suiza del cantón del Jura, situada en el distrito de Porrentruy. Desde el 1 de enero de 2013 hace parte de la comuna de Fontenais.

## Historia
La primera mención escrita de Bressaucourt data de 1139 bajo el nombre de Bersalcurt. La comuna mantuvo su autonomía hasta el 31 de diciembre de 2012. El 1 de enero de 2013 pasó a ser una localidad de la comuna de Fontanais tras su fusión con esta.

## Geografía
La antigua comuna limitaba al norte con las comunas de Courtedoux y Porrentruy, al este con Fontenais, al sureste con Clos du Doubs, al sur con Montancy (FRA-90), y al oeste con Haute-Ajoie.

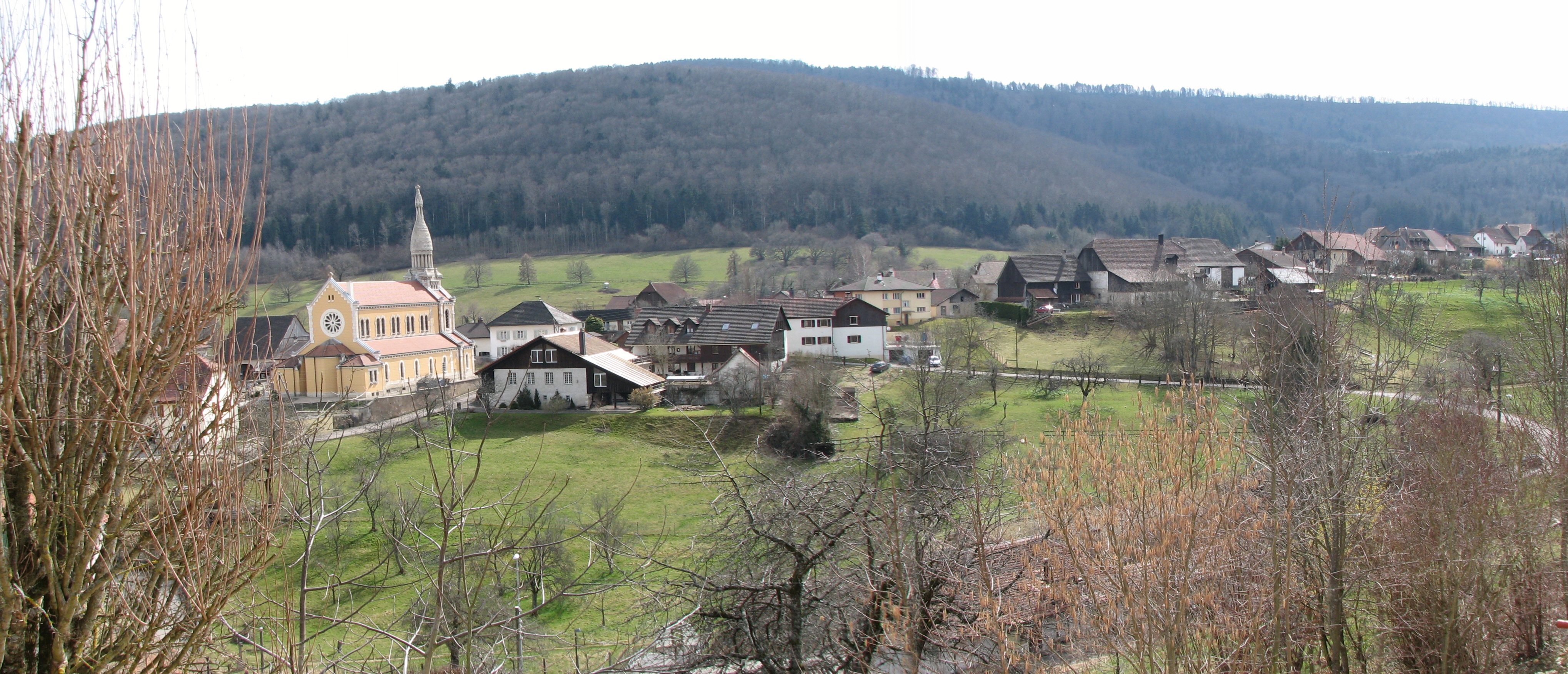
Vista de Bressaucourt.